# Bracon polybothrys
Bracon polybothrys är en stekelart som beskrevs av Gaspard Auguste Brullé 1846. Bracon polybothrys ingår i släktet Bracon och familjen bracksteklar. Inga underarter finns listade.